# Scotophilus nigrita
Scotophilus nigrita (Schreber, 1774) è un pipistrello della famiglia dei Vespertilionidi diffuso nell'Africa subsahariana.

## Descrizione

### Dimensioni
Pipistrello di medie dimensioni, con la lunghezza totale tra 187 e 195 mm, la lunghezza dell'avambraccio tra 78 e 88 mm, la lunghezza della coda tra 64 e 92.3 mm, la lunghezza del piede tra 17 e 19 mm, la lunghezza delle orecchie tra 20 e 24 mm, l'apertura alare fino a 60 cm e un peso fino a 91 g. È il più grande membro della famiglia dei Vespertilionidi..

### Aspetto
Il corpo è robusto. La pelliccia è corta. Le parti dorsali sono bruno-nerastre, bruno seppia, bruno-verdastre, bruno-rossastre o bruno-grigiastre con dei riflessi giallastri, mentre le parti ventrali sono variano dal giallo pallido al grigio-giallastro chiaro. Le orecchie sono relativamente corte, bruno-nerastre, separate e con il margine anteriore fortemente convesso e con una protuberanza alla base, mentre quello posteriore è quasi diritto.  Il trago è affusolato, con il margine anteriore concavo e l'estremità arrotondata. L'antitrago è semi-circolare e carnoso. Le membrane alari sono bruno-nerastre. La coda è molto lunga ed è completamente inclusa nell'ampio uropatagio.

## Biologia

### Comportamento
Si rifugia sotto i tetti delle case e nelle cavità degli alberi.

### Alimentazione
Si nutre probabilmente di piccoli vertebrati e di insetti.

## Distribuzione e habitat
Questa specie è diffusa nell'Africa subsahariana
Vive nelle savane alberate, boschi di Miombo, foreste semi-decidue secche , foreste pluviali e foreste ripariali.

## Tassonomia
Sono state riconosciute 2 sottospecie:
- S.n.nigrita: Senegal settentrionale, Costa d'Avorio, Ghana, Togo, Benin, Nigeria sud-occidentale, Sudan meridionale;
- S.n.alvenslebeni (Dalquest, 1965): Repubblica Democratica del Congo centro-orientale, Tanzania nord-orientale, Malawi meridionale, Mozambico, Zimbabwe orientale, Sudafrica nord-orientale.

Alcuni esemplari catturati in Etiopia e nel Kenya precedentemente identificati con questa forma sono stati recentemente trasferiti nelle nuove specie S.andrewreborii e S.ejetai.

## Conservazione
La IUCN Red List, considerato il vasto areale e la popolazione presumibilmente numerosa, classifica S.nigrita come specie a rischio minimo (Least Concern)).